# Ruisseau Saint-Georges
Ne doit pas être confondu avec Ruisseau de Saint-Georges.
Pour les articles homonymes, voir Saint-Georges.
Le ruisseau Saint-Georges est un affluent de la rivière L'Assomption, coulant sur la rive nord du fleuve Saint-Laurent, dans la région de Lanaudière, au Québec, au Canada. Ce cours d'eau traverse les municipalités régionales de comté (MRC) de :
- MRC de Montcalm : municipalités de Saint-Alexis, Saint-Jacques et Sainte-Marie-Salomé ;
- MRC de L'Assomption : municipalités de L'Épiphanie et L'Assomption.

Le cours du ruisseau Saint-Georges coule du côté nord, en parallèle à la rivière Saint-Esprit. Ce cours d'eau traverse des zones agricoles de la plaine du Saint-Laurent. De nombreuses résidences sont aménagées chaque côté de son cours supérieur.
La partie supérieure du ruisseau Saint-Georges est accessible par le chemin du ruisseau Saint-Georges-Nord et le chemin Neuf, situés sur la rive nord ; le chemin Mireault et le chemin du ruisseau Saint-Georges-Sud sont aménagés sur la rive sud. La partie inférieure est accessible par le chemin du Rang Nord.

## Géographie
Le ruisseau Saint-Georges prend sa source d'un ruisseau agricole dans Saint-Alexis, le long (côté sud) du chemin de la Grande Ligne. Cette source est située à :
- 1,8 km au nord du cours de la rivière Saint-Esprit ;
- 3,4 km au sud du centre du village de Saint-Jacques ;
- 17,6 km au nord-ouest de la rive nord du fleuve Saint-Laurent.

Le cours du ruisseau Saint-Georges coule en zone agricole sur 19,2 km, selon les segments suivants :
- 1,1 km vers le sud dans Saint-Alexis, jusqu'à la limite de Saint-Jacques ;
- 3,2 km vers le sud dans Saint-Jacques, jusqu'à la limite de Sainte-Marie-Salomé ;
- 4,0 km vers le sud formant la limite entre Saint-Jacques et Sainte-Marie-Salomé ;
- 4,5 km (ou 1,4 km en ligne directe) vers le sud formant la limite entre L'Épiphanie et Sainte-Marie-Salomé ;
- 2,1 km (ou 1,5 km en ligne directe) vers le sud formant la limite entre Sainte-Marie-Salomé et L'Assomption ;
- 4,3 km (ou 1,9 km en ligne directe) vers le sud dans L'Assomption, jusqu'à la confluence de la rivière[3].

La confluence du ruisseau Saint-Georges est située dans L'Assomption à :
- 7,0 km au nord-est du centre-ville de L'Épiphanie ;
- 7,8 km au nord du centre-ville de L'Assomption ;
- 11,0 km au nord-ouest de la rive nord du fleuve Saint-Laurent.

Le ruisseau Saint-Georges se déverse sur la rive ouest de la rivière L'Assomption laquelle coule alors vers le sud jusqu'à la rive nord-ouest du fleuve Saint-Laurent.

## Toponymie
Le toponyme rivière Lavigne a été officialisé le 5 décembre 1968 à la Commission de toponymie du Québec.